# Pseudolithobius festinatus
Pseudolithobius festinatus är en mångfotingart som beskrevs av Crabill 1950. Pseudolithobius festinatus ingår i släktet Pseudolithobius och familjen stenkrypare. Inga underarter finns listade i Catalogue of Life.